# Детектор на елементарни частици
Детектор на елементарни частици, също детектор на йонизиращо излъчване, е устройство, използвано в експерименталната физика на елементарните частици и предназначено за откриване и измерване на параметрите на елементарните частици с висока енергия като космическите лъчи или частици, родени при ядрен разпад или в ускорителите.

## Основни типове
Исторически
- Камера на Уилсън
- Мехурчеста камера
- Искрова камера

Детектори за радиационна защита
- Дозиметър

Детектори в ядрената физика и физиката на елементарните частици
- Калориметър (ядрена физика)
- Брояч time of flight
- Детектор на Черенков
- Детектор на преходно излъчване
- Сцинтилационен брояч
- Полупроводников детектор
- Газов йонизационен детектор
  - Йонизационна камера
  - Пропорционална камера
  - Гайгеров брояч
  - Стримерна камера
  - Времепроекционна камера
  - Микрострип камера

## Детектори за експерименти снасрещни снопове
Във физиката на елементарните частици понятието „детектор“ се отнася не само до различните типове датчици за регистриране на частиците, но и към големи апаратури, създадени на тяхна основа и включващи в себе си инфраструктурата, необходима за поддържането им в работно състояние (криогенни системи, климатизация, енергозахранване), електроника за регистриране и първична обработка на данните, спомогателни системи (например свръхпроводящи соленоиди за създаване на вътрешно магнитно поле). Като правило, такива големи апаратури се създават от големи научноизследователски колективи. Тъй като построяването им изисква значителни финансови средства и човешки усилия, те се прилагат не само за една определена задача, а за най-различни измервания.
Основни изисквания към един съвременен детектор в ускорител на частици:
- Висока ефективност (малък процент нерегистрирани частици или частици с недобре определени параметри)
- Способност за различаване на различните типове образуващи се частици (пиони, каони, протони и т.н.)
- Способност за точно измерване на импулса на заредените частици за изчисление на инвариантната маса на нестабилните състояния.
- Способност за точно измерване на енергията на фотоните.

Необходимостта от удовлетворяване на всички тези изисквания води до типичната в наши дни схема на универсален многослоен детектор. В англоезичната литература тази схема се сравнява с луковица (onion-like structure). В посока от центъра (мястото на взаимодействие на сноповете) към периферията един типичен детектор за експерименти с насрещни снопове съдържа следните системи:

### Трекова система
Трековата система е предназначена за регистрация на траекторията на заредената частица: координатите на областта на взаимодействие, ъглите на излитане. В повечето случаи тя се намира в магнитно поле, което води до изкривяване на траекторията и позволява да се определи импулсът и видът на заряда. Трековата система обикновено се изгражда въз основа на газови йонизационни детектори или полупроводникови детектори.

### Система за идентификация
Системата за идентификация позволява да се отделят различните типове заредени частици. Най-често принципът на работа на тази система почива на измерване на скоростта на прелитане на частиците по един от трите начина:
- по ъгъла на черенковското излъчване в специална камера (или по самото наличие или отсъствие на черенковско излъчване),
- по времето на прелитане до точката на регистрация,
- по плътността на относителна йонизация на веществото.

Съвместно с измерването на импулса на частицата в трековата система това дава информация за масата, а следователно и за вида на частицата.

### Калориметър
Калориметърът (да не се бърка с прибора за измерване на топлина) в ядрената физика е предназначен за измерване на енергията на частиците чрез тяхното пълно поглъщане. Това е единственият начин на регистрация на фотоните, тъй като те нямат заряд и не оставят следи в трековата система. Фотоните и електроните образуват каскаден „дъжд“ във веществото и се поглъщат напълно. Отделената при поглъщането енергия може да се измери или по електромагнитното взаимодействие (електромагнитни калориметри), или чрез силното ядрено взаимодействие (адронни калориметри).

### Мюонна система
Мюонната система може да се отнесе към системата за идентификация, но се реализира технически отделно във външната част на детектора. Най-често тя се вгражда в желязото на соленоида от трековата система. Мюонната система позволява да се отделят мюоните поради способността им да преминават големи разстояния във веществото без поглъщане (като следствие на това, че мюонът не изпитва силно ядрено взаимодействие).

### Списък на работещите или строящи се детектори за ускорители на насрещни снопове
- Детектори на Големия адронен ускорител (CERN)
  - Експеримент ATLAS
  - Експеримент CMS
  - LHCb
  - Експеримент ALICE
- Детектори на колайдера Теватрон, Фермилаб
  - CDF
  - D0
- Детектори на електрон-позитронни колайдери
  - BaBar (колайдер PEP-II, Национална ускорителна лаборатория SLAC на английски: Stanford Linear Accelerator Center, SLAC))
  - Belle (колайдер KEKB, KEK)
  - BES (колайдер BEPC, Пекин)
  - CLEO (колайдер CESR)
  - КЕДР (колайдер ВЭПП-4, Институт по ядрена физика СО РАН, Новосибирск)
  - КМД, Сферичен неутрален детектор (колайдер ВЭПП-2М, Институт по ядрена физика СО РАН, Новосибирск)

## Приложение
Освен за научни експерименти, детекторите на елементарни частици намират приложение и в приложни задачи – в медицината (рентгенови апарати с ниска доза на облъчване, томографи, лъчетерапия), материалознанието (дефектоскопия).